# Каменная подстилка
«Каменная подстилка» (англ. Stone Mattress) — будущий американский триллер режиссёра Линн Рэмси по сценарию, написанному Рэмси совместно с Томом Таунэндом. Сюжет фильма основан на одноимённом рассказе Маргарет Этвуд. Главные роли в фильме исполнят Джулианна Мур и Сандра О.

## Сюжет
Верна, физиотерапевт на пенсии, успевшая дважды овдоветь, отправляется в круиз по Арктике и рассматривает одиноких мужчин среди пассажиров. Но вскоре она знакомится с Грэйс и Бобом, который изнасиловал её пятьдесят с лишним лет назад. Она была вынуждена переехать в дом для нерожавших матерей, и у нее забрали ребёнка. Но Боб не узнаёт её, и она планирует убить его с помощью строматолита возрастом 1,9 миллиарда лет.

## В ролях
- Джулианна Мур — Верна
- Сандра О — Грейс

## Производство
О начале работы над фильмом стало известно в мае 2022 года. Линн Рэмси стала режиссёром фильма по одноимённому рассказу Маргарет Этвуд «Stone Mattress», авторами сценария стали Рэмси и Том Таунэнд. Джулианна Мур и Сандра О получили главные роли Верны и Грейс. Студия Amazon MGM приобрела права на кинопрокат фильма в североамериканском регионе, а StudioCanal — во Франции, Германии, Австралии, Новой Зеландии и Великобритании. Рэмси описывает фильм как нечто вроде игры в кошки-мышки между двумя женщинами, в которм Мур сыграет психопатку с чётким мотивом. Она добавляет, что фильм будет мрачновато-комедийным и что она хотела привнести в историю мрачный юмор Этвуд.
Начало съёмок запланировано на конец 2024 года. Изначально планировалось начать съёмки в сентябре 2022 года в Гренландии и Исландии.